# 潮岬

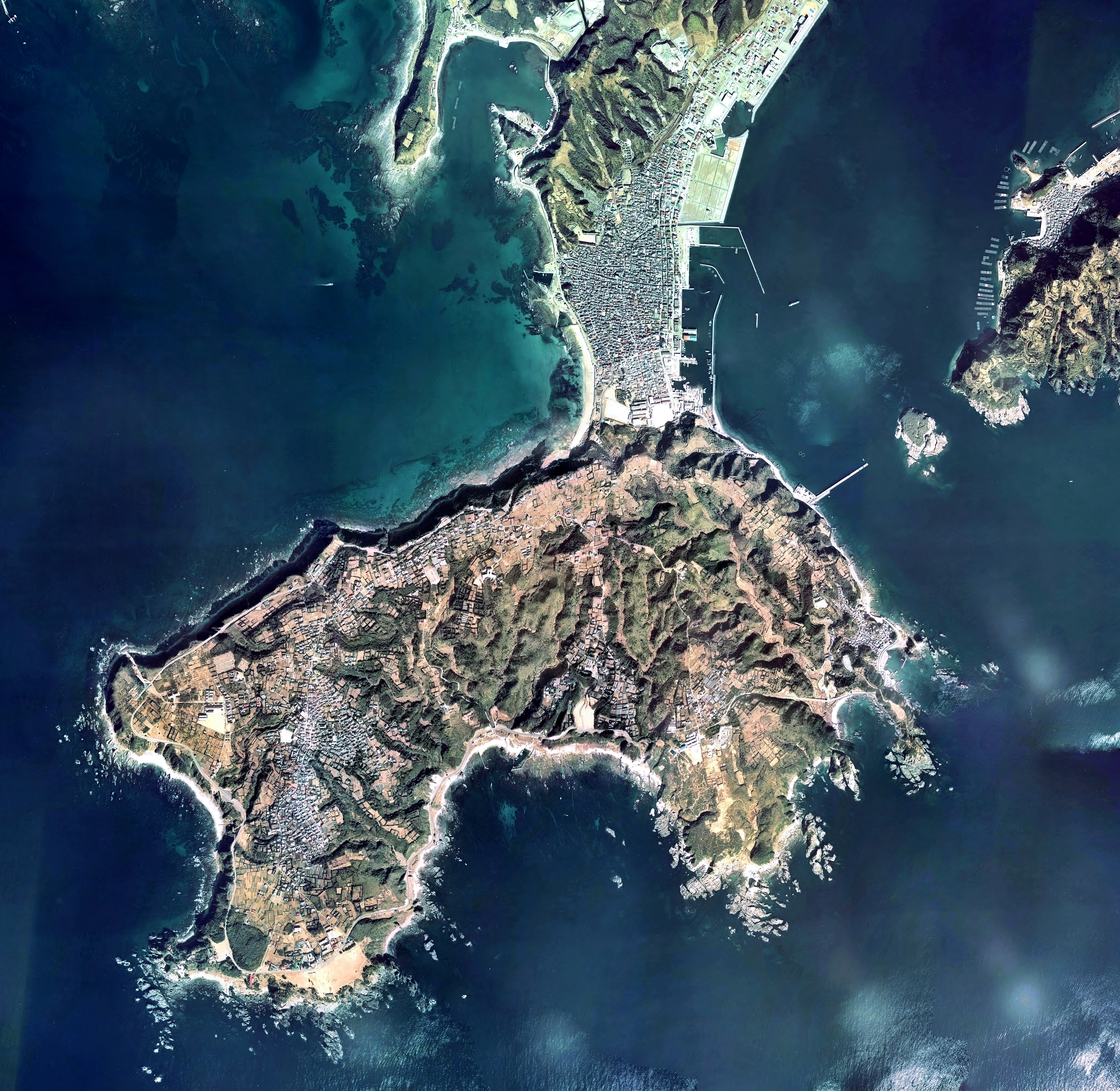
潮岬周辺の空中写真。砂州上の串本町市街地と結ばれた陸繋島であることが分かる。灯台がある位置は南西。
。1975年。

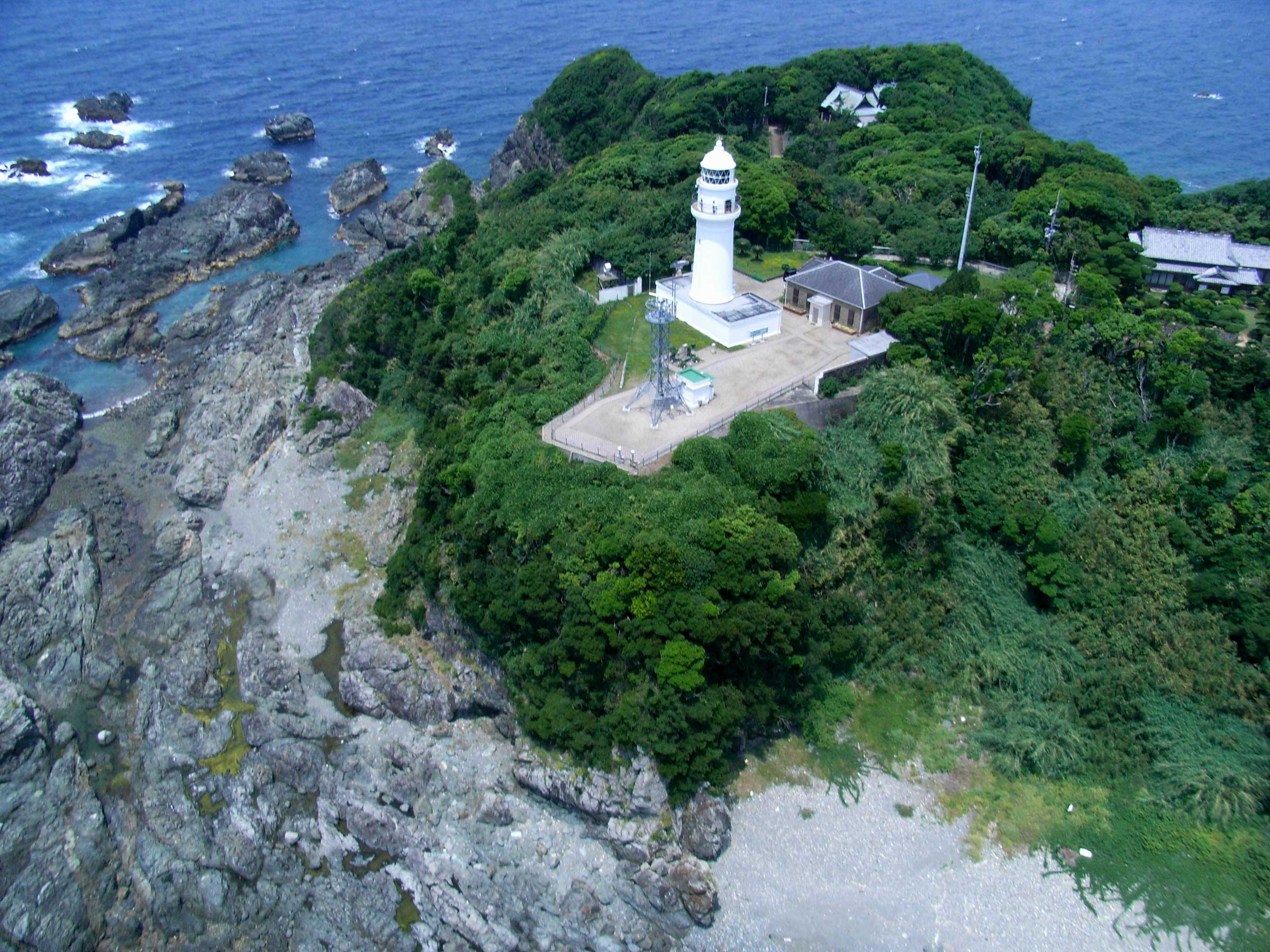
潮岬灯台空撮

潮岬（しおのみさき）は、和歌山県東牟婁郡串本町に属し、太平洋（フィリピン海）に面する本州最南端の岬。

## 概要
潮岬は、本州最南端の「クレ崎」を含み、紀伊半島や和歌山県の最南端でもある。吉野熊野国立公園および南紀熊野ジオパークの一角を成し、東にある紀伊大島とともに、熊野地方を代表する観光地となっている。また、日本でも有数の台風銀座であり、台風の位置を示す指標にされることが多い。1959年（昭和34年）に東海地方を中心に甚大な被害を出した伊勢湾台風も、潮岬の西方から本州に上陸した。

## 地理
- 元々は島であったが、河口から流出する砂礫が沿岸流によって運搬・堆積して砂州が形成され、陸繋島となっている[2]。里（鹿児島県薩摩川内市）、函館（北海道函館市）並んで日本三大トンボロに数えられることもある[3]。
- 標高 60 - 80 mの平坦な隆起海食台地で、2段の海岸段丘が発達している[2]。海岸部は 40 mを越す海食崖である。
- 複雑な溶岩の動きによって形成された火成岩体であり、その様子を観察できる[2]。
- 南西端に潮岬灯台が立つ。周辺には潮岬観光タワーや、「望楼の芝」として知られる芝生広場、磯釣りに向いた岩場[4]、「潮風の休憩所」（串本町からオーストラリアに渡った移民についての資料館を兼ねる）[5]などがある。
- 東方には紀伊大島がある。くしもと大橋が1999年（平成11年）に開通し、本州と陸路でつながった。
- 潮岬郵便局は本州最南端の郵便局である。

## 歴史
- 1873年（明治6年）9月15日 - 潮岬灯台が開設される。
- 1936年（昭和11年）2月1日 - 吉野熊野国立公園に指定される。
- 1959年（昭和34年）9月26日 - 伊勢湾台風が上陸する。
- 1960年（昭和35年） - 和歌山県が潮岬休憩所を建設[6]する。
- 2014年（平成26年） - 潮岬休憩所の老朽化に伴い、環境省が和歌山県に設計工事を委託して新たに「本州最南端　潮風の休憩所」[6]が開業する。

## ギャラリー

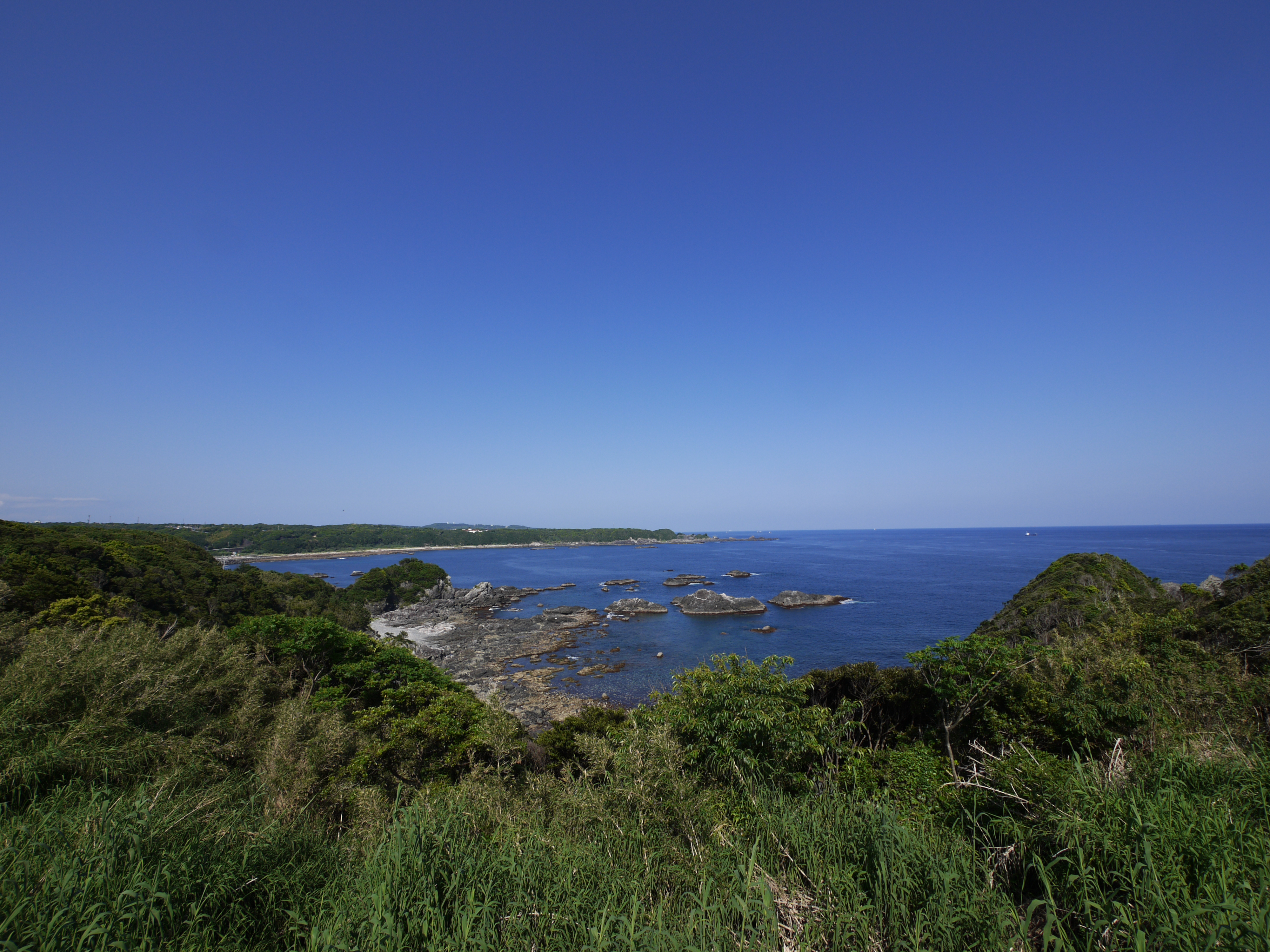
潮岬からの眺望
潮岬観光タワー
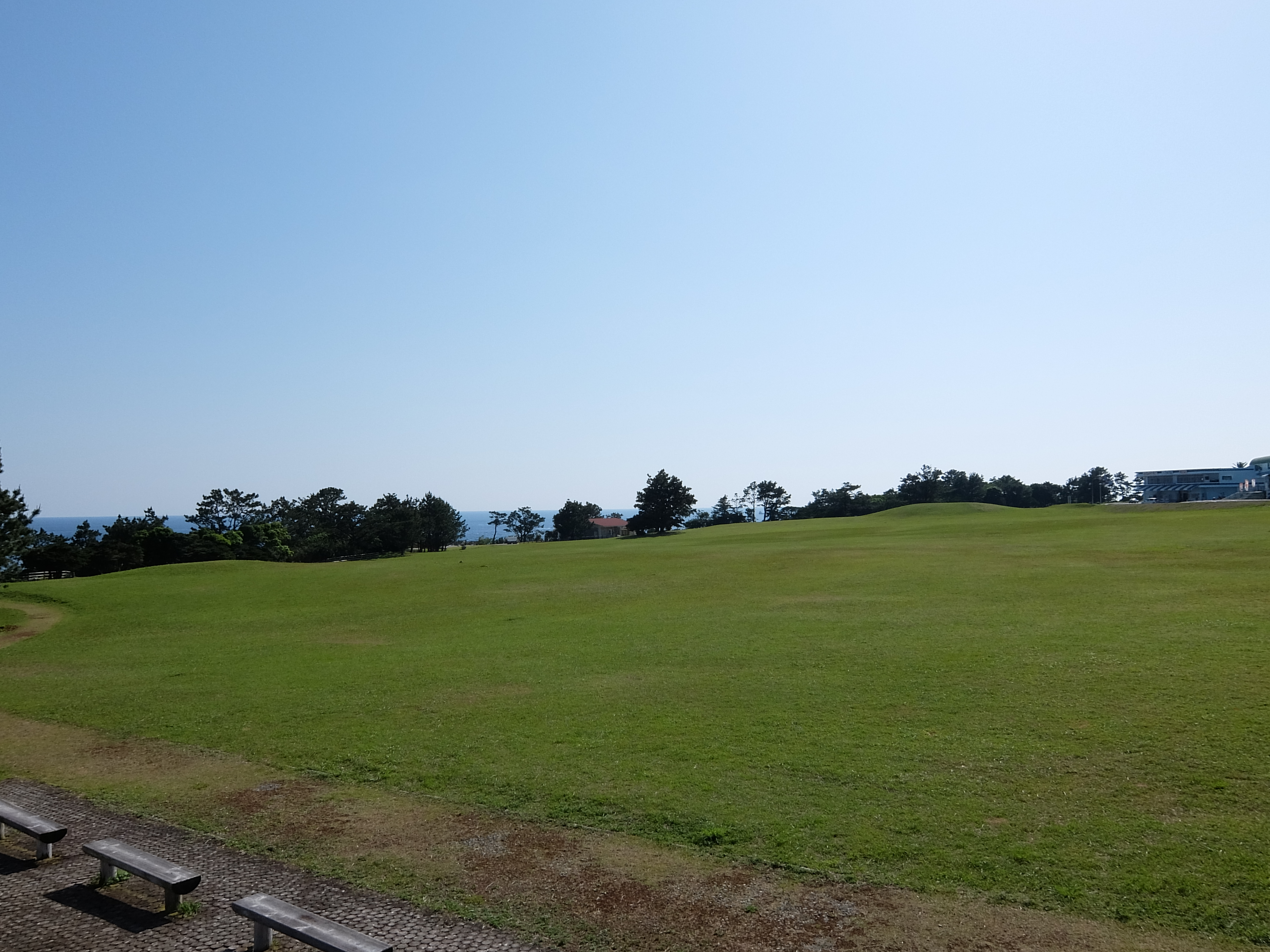
芝生の広場
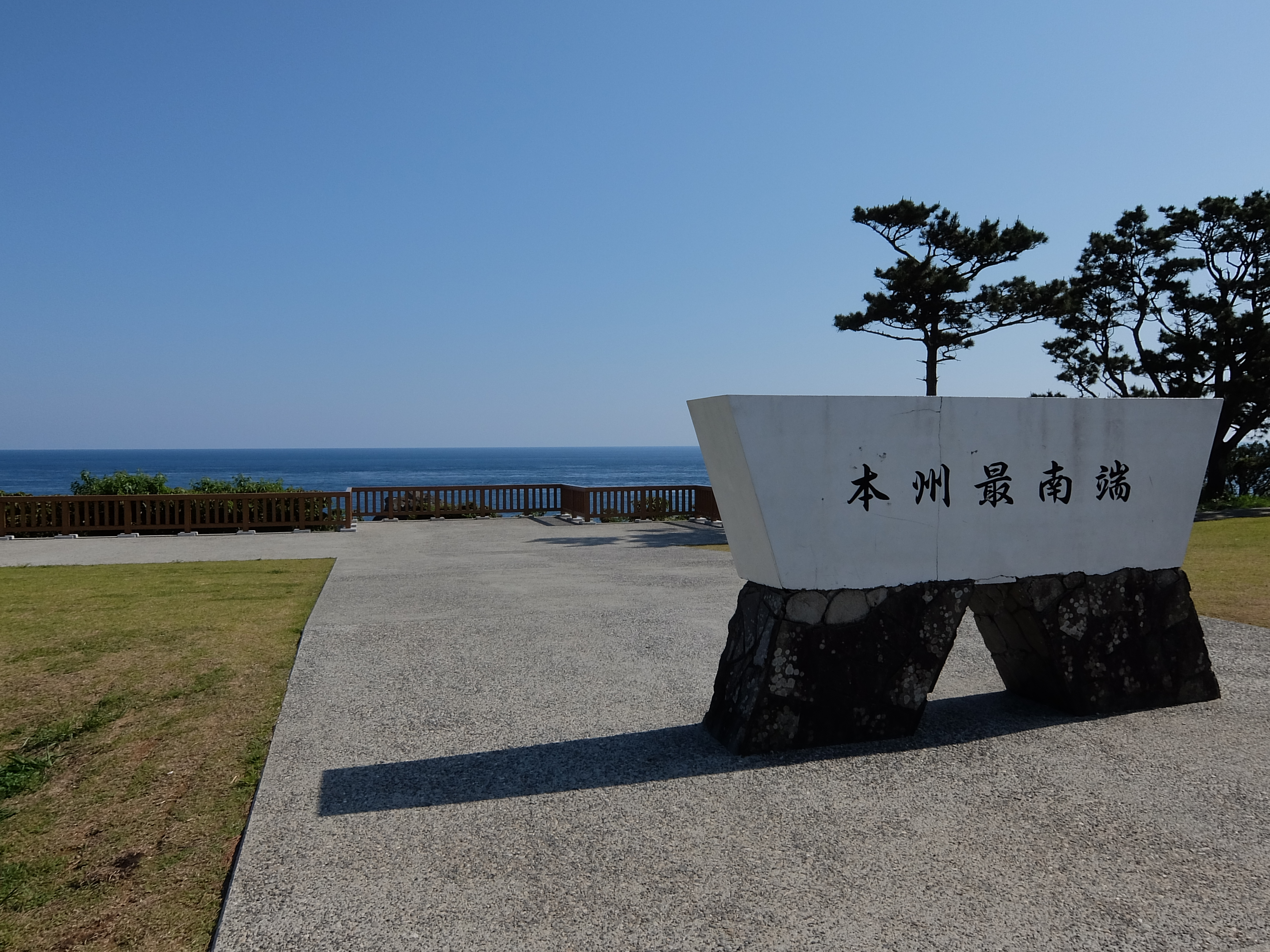
本州最南端を示す石碑
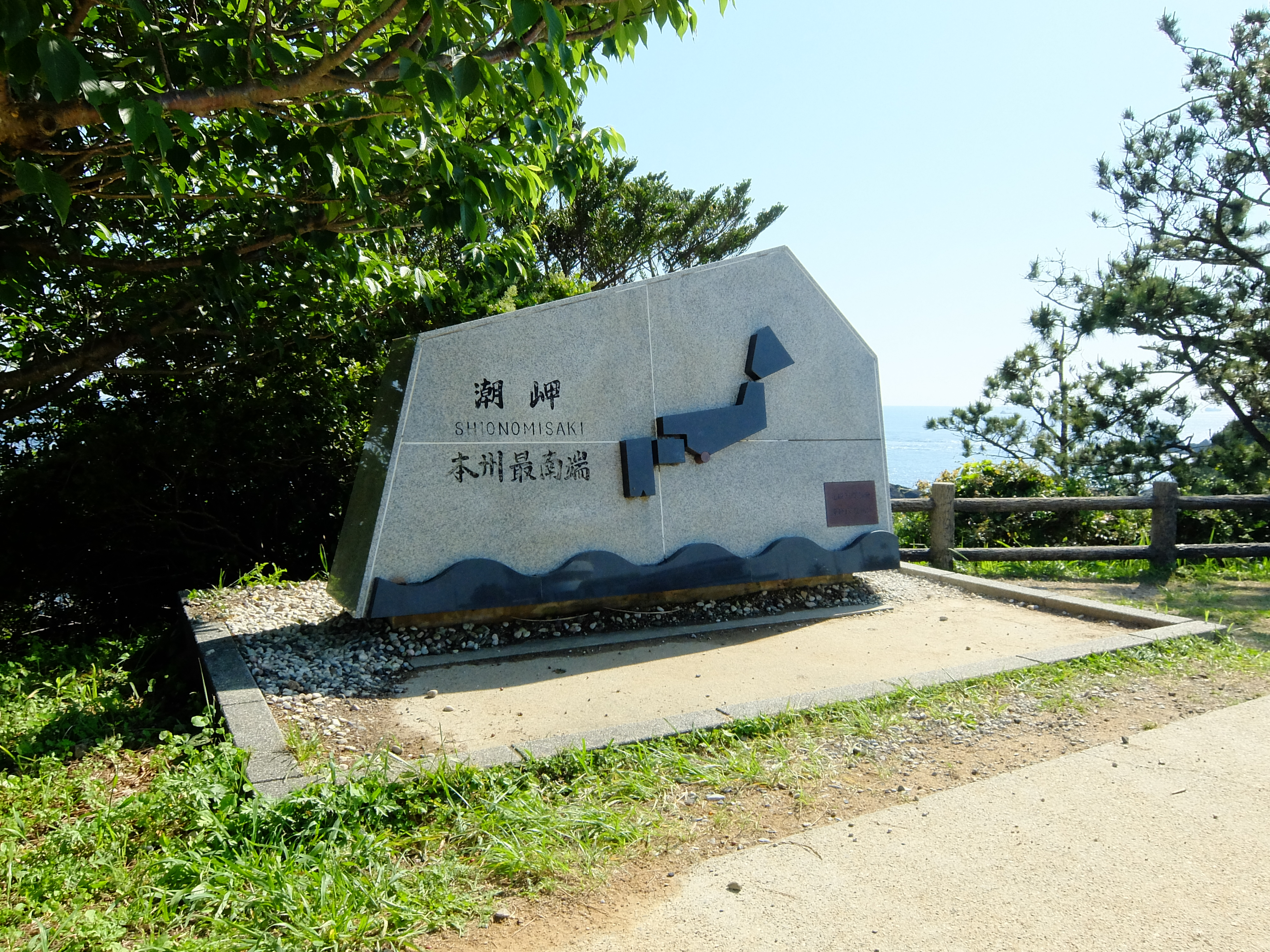
本州最南端を示す石碑

## 選定
- 新日本旅行地100選
- 日本の夕陽百選[7]

## 交通

### 鉄道・バス
- JR紀勢本線串本駅から串本町コミュニティバス。

### 道路
- 国道42号潮岬西入口交差点から和歌山県道41号潮岬周遊線を経由。
- 国道42号潮岬東入口交差点から和歌山県道40号樫野串本線、県道41号潮岬周遊線を経由。

(潮岬西入口から入る方が若干近いが、潮岬東入口から入る方が景色がよい。潮岬西入口と潮岬東入口は互いに見える程近い)